# Chaves, Brasilien
Chaves är en kommun i Brasilien.   Den ligger i delstaten Pará, i den nordöstra delen av landet, 1 800 km norr om huvudstaden Brasília. Antalet invånare är 21 138.
Följande samhällen finns i Chaves:
- Tucumã

I omgivningarna runt Chaves växer i huvudsak städsegrön lövskog.